# پال پوک
پال پوک (انگلیسی: Pál Pók; ۲۷ ژوئن ۱۹۲۹ – ۱۱ سپتامبر ۱۹۸۲) ورزشکار واترپلو اهل مجارستان بود.